# 艾因泰穆尚特
艾因泰穆尚特（阿拉伯语：‎）位于阿尔及利亚北部，是艾因泰穆尚特省的首府。